# Skarvsnes
Skarvsnes (norwegisch für Karges Vorland) ist eine ausladende Landspitze oder Halbinsel an der Prinz-Harald-Küste des ostantarktischen Königin-Maud-Lands. Sie wird von blanken Felsengipfeln überragt und stößt in den östlichen Teil der Lützow-Holm-Bucht vor. An ihren Ufern befinden sich mehrere kleine Buchten.
Norwegische Kartografen, die auch die deskriptive Benennung vornahmen, kartierten sie anhand von Luftaufnahmen, die bei der Lars-Christensen-Expedition 1936/37 entstanden.